# Herman Brilioth
Herman August Brilioth, född den 1 mars 1847 i Dimbo socken, Skaraborgs län, död den 12 februari 1921 i Västervik, var en svensk präst. Han var far till Börje och Yngve Brilioth.
Brilioth blev student vid Lunds universitet 1874 och avlade folkskollärarexamen 1880. Han prästvigdes 1878 och blev samma år brukspredikant vid Rejmyre i Skedevi församling. Brilioth blev komminister i Vreta klosters församling 1879 och kyrkoherde i Västra Eds församling 1885. Han utgav Wreta klosterminnen (1892).